# Roger Jones (adjudant-général)
Pour les articles homonymes, voir Roger Jones.
Roger Jones (1789-15 juillet 1852) était un officier du Corps des Marines des États-Unis et de l'Armée des États-Unis. Il a été l'adjudant-général de l'Armée des États-Unis le plus longtemps en poste dans l'histoire des États-Unis, puisqu'il a occupé ce poste de 1825 à 1852.

## Famille
Il était une figure centrale de l'éminente famille militaire Jones, dont les membres ont été commissionnés pendant la guerre d'Indépendance, la guerre de 1812, la guerre du Mexique, la guerre de Sécession, la Première et la Seconde Guerre mondiale. Son frère, Thomas ap Catesby Jones, s'est distingué dans la marine américaine (US Navy). Parmi ses treize enfants, nombreux sont ceux qui ont servi dans l'Armée, tant dans les forces de l'Union que dans les forces confédérées. Son fils Catesby ap Roger Jones était le commandant du CSS Virginia à Hampton Roads, le deuxième jour de la bataille contre l'USS Monitor. Son fils Charles Lucian Jones a servi dans la marine confédérée sur le navire cuirassé CSS Tennessee. Son fils, également nommé Roger Jones, fut inspecteur général de l'armée américaine de 1888 à 1889.

## Carrière
Jones est nommé sous-lieutenant (second lieutenant) dans le corps des Marines des États-Unis le 29 janvier 1809 et est promu premier lieutenant (first lieutenant) plus tard dans l'année. Il démissionne en juillet 1812 pour accepter une commission de capitaine d'artillerie dans l'armée américaine (US Army). Il reçoit les brevets de major et de lieutenant-colonel pour les services qu'il a rendus pendant la guerre de 1812. Il est nommé adjudant général avec le grade de colonel en août 1818 et devient adjudant général de l'armée américaine en mars 1825. Il reçoit les brevets de colonel en 1824, de brigadier général (général de brigade) en 1832 et de major général (général de division) en 1848.
Il meurt le 15 juillet 1852 à Washington et est enterré dans le cimetière du Congrès (Congressional Cemetery).

## Source
- (en) Cet article est partiellement ou en totalité issu de l’article de Wikipédia en anglais intitulé « Roger Jones (Adjutant General) » (voir la liste des auteurs).